# Сукув (Свентокшиське воєводство)
Сукув (пол. Suków) — село в Польщі, у гміні Далешиці Келецького повіту Свентокшиського воєводства.
Населення — 2166 осіб (2011).
У 1975-1998 роках село належало до Келецького воєводства.

## Демографія
Демографічна структура на день 31 березня 2011 року:
|          | Загалом | Допрацездатний вік | Працездатний вік | Постпрацездатний вік |
| -------- | ------- | ------------------ | ---------------- | -------------------- |
| Чоловіки | 1074    | 249                | 728              | 97                   |
| Жінки    | 1092    | 193                | 688              | 211                  |
| Разом    | 2166    | 442                | 1416             | 308                  |